# Mohammad Nader Szah
Mohammad Nadir Szah (ur. 10 kwietnia 1880, zm. 8 listopada 1933) – król Afganistanu od 1929 pochodzący z dynastii Barakzai. Koronował się na padyszaha po obaleniu rządów uzurpatora Habibullaha Ghaziego. Przywrócił niektóre przywileje feudałom i chrześcijanom. W 1931 zawarł z ZSRR pakt o nieagresji i neutralności.
W 1933 został zastrzelony przez gimnazjalistę na oczach swojego syna, Zaher Szaha.

## Życiorys[1]
Mohammad Nadir rozwijał swoją karierę w wojsku. W 1912 roku dowodził siłami rządowymi w walkach przeciwko Mangalom i otrzymał tytuł generała, a w 1914 roku został głównodowodzącym wojsk afgańskich. Dowodził armią w czasie trzeciej wojny angielsko - afgańskiej w 1919 roku. Po upadku króla Amanullaha wrócił do Afganistanu, zgromadził wojska plemienne i zdobył Kabul w 1929 roku. Następnie został ogłoszony królem Afganistanu. W 1931 roku opanował większość powstań w kraju, odepchnął siły sowieckie poza granice kraju i zawarł z ZSRR pakt o nieagresji. W tym samym roku ogłosił nową konstytucję.
Władca podejmował kroki w kierunku modernizacji kraju, poprawił sieć dróg, zwłaszcza główną drogę na północ przez Hindukusz. Nawiązywał kontakty handlowe z zagranicznymi mocarstwami, budował system bankowy, podejmował wysiłki na rzecz rozbudowy armii. Ponownie otworzył wiele szkół, stworzył podwaliny pod uniwersytet w Kabulu.